# 山東ブルーホエール
山東ブルーホエール (サントウブルーホエール、簡体字中国語: 山东蓝鲸队)は、中華人民共和国山東省威海市を本拠地とする中国野球リーグのチーム。正式名称は山东蓝鲸棒垒球俱乐部威海蓝鲸棒球队（山東ブルーホエール野球ソフトボールクラブ、威海ブルーホエール）である。

## 概要
2023年に中国で8つ目に設立されたプロ野球球団である。
2016年に山東省における初めて規格野球場になった臨港区の全民健身中心棒球場を本拠地として使用している。

初代監督にはCPBLの統一ライオンズの選手、監督であった呂文生が就任した。
江蘇ヒュージホースの二軍との位置付けのため、長年コーチを務めていた彼を含め創設メンバーは江蘇ヒュージホースに所属していた選手、指導者で構成されている。

## 沿革
- 2023年　設立　中国野球リーグに参加　全体6位

## 主な所属選手
投手
- 11  王碩
- 22  陸信屹
- 57  楊默
- 58  張子豪
- 67  杜永輝
- 76  劉維余

捕手
- 30  呂修鑫
- 33  陳晨

内野手
- 2  閆宇博
- 28  陳博文
- 34  張銘鑫

外野手
- 9  張明陽
- 86  孟凡慈